# Baasrode
Baasrode is een dorp in de Belgische provincie Oost-Vlaanderen en een deelgemeente van de stad Dendermonde, het was een zelfstandige gemeente tot aan de gemeentelijke herindeling van 1977. Het is een dorp met een nijverheid- en woonfunctie in de Scheldevallei in de Denderstreek. Naast het centrum liggen op het grondgebied ook het gehucht Vlassenbroek en het gehucht Nieuwen Briel op de grens met Buggenhout.

## Geschiedenis

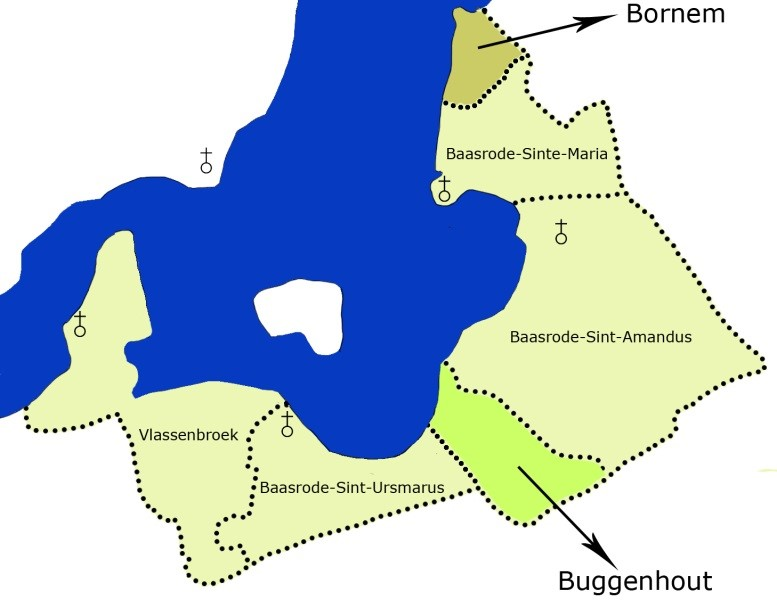
De versplintering van het Baceroth-domein (11de eeuw – 13de eeuw). Er was nog geen sprake van een ingedijkte Schelde, waardoor uitgestrekte overstromingsgebieden bestonden.

Wanneer in 821 voor het eerst van Baceroth wordt gesproken, werd een domein bedoeld waar ook Sint-Amands en Mariekerke toe behoorden. Dankzij zijn gunstige ligging aan de Schelde wist Baasrode snel uit te groeien van een relatief onbelangrijk gehucht tot een bloeiend handelscentrum, waardoor het zich uiteindelijk de naam van het oorspronkelijke domein wist toe te eigenen. In de elfde eeuw verloor Baasrode het deelgebied Kuitelgem (den Briel) aan Buggenhout, alhoewel de kerkelijke bediening vanuit Baasrode bleef gebeuren. Inwoners van den Briel werden geboren in Brabant, maar begraven in Vlaanderen.
Hoewel Vlassenbroek oorspronkelijk niet tot Baasrode behoorde, werd deze parochie na verloop van tijd bestuurlijk met Baasrode verbonden. Verwoestende overstromingen fnuikten er de ontwikkeling van een dorpscentrum.

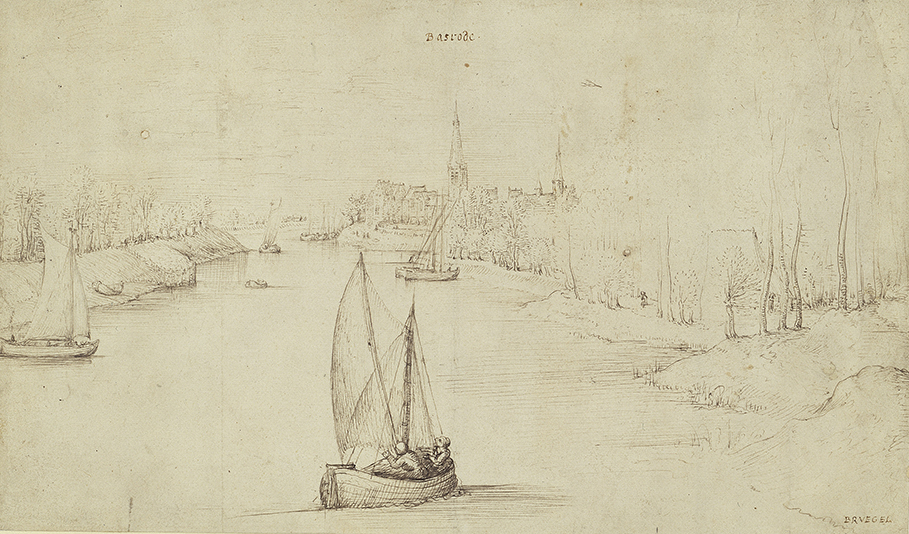
Gezicht op Baasrode, 1556. Pentekening door Pieter Brueghel de Oude

Baasrode ontpopte zich meer en meer tot een belangrijke los- en laadplaats aan de Schelde. Het hinterland van de haven strekte zich uit over de Denderstreek en West-Brabant tot en met Frans-Vlaanderen. De scheepvaart was hoofdzakelijk gericht op Antwerpen en Mechelen. Reeds in de veertiende eeuw vonden er stapelactiviteiten plaats, maar de haven zou vooral in de vijftiende eeuw uitgroeien tot een bloeiend handelscentrum, gelijklopend met de snelle ontwikkeling van wereldstad Antwerpen. Baasroodse schippers voerden met hun koggen en heuden toen op vrijwel alle havens van Vlaanderen en Brabant. Het inwonersaantal nam gevoelig toe en de dorpskom werd sterk uitgebreid en verfraaid, onder andere met dankzij de bouw van het Hof van Peene. Zelfs hertog Filips de Goede bracht in 1465 een bezoek aan het dorp. Ondertussen werd ook een rechtstreeks passagiersveer op Antwerpen ingesteld, dat later zou uitgroeien tot het belangrijkste van de Zuidelijke Nederlanden.
Tegen 1540 was een groot deel van de handel richting Antwerpen van de nabije stad Dendermonde verplaatst naar Baasrode en bleken grote aantallen poorters dezelfde stap te hebben gemaakt. De stad voelde zich economisch gekrenkt en diende met succes een klacht in. Ze verkreeg een eeuwigdurend privilege dat de handel in een groot aantal goederen in de stad centraliseerde. Een nieuwe klap volgde in 1561, wanneer het zeekanaal Brussel-Schelde werd geopend, waardoor zowat geheel West-Brabant (inclusief Brussel) uit het hinterland van de haven werd gelicht. Een aantal overstromingen en brandrampen – die naast de haven ook de scheepswerven en houtzagerijen in de as legden – deden de economische situatie geen goed. In 1567 kreeg de kerk te lijden van de beeldenstorm door een vloot protestantse vluchtelingen. De genadeklap kwam bij het krieken van de dag op 15 augustus 1579, wanneer de versterkte dorpskom tijdens de Slag om Baasrode werd veroverd en vernietigd, in een mislukte maar bijzonder bloedige poging door Spaanse troepen om rebellenleider Willem van Oranje te pakken te krijgen. Alle gebouwen, waaronder de kerk en het Hof van Peene, werden in brand gestoken. Het grootste deel van de bevolking wist deze woelige jaren niet te overleven of was weggetrokken. In 1590 woonden slechts 47 gezinnen meer in de gemeente.

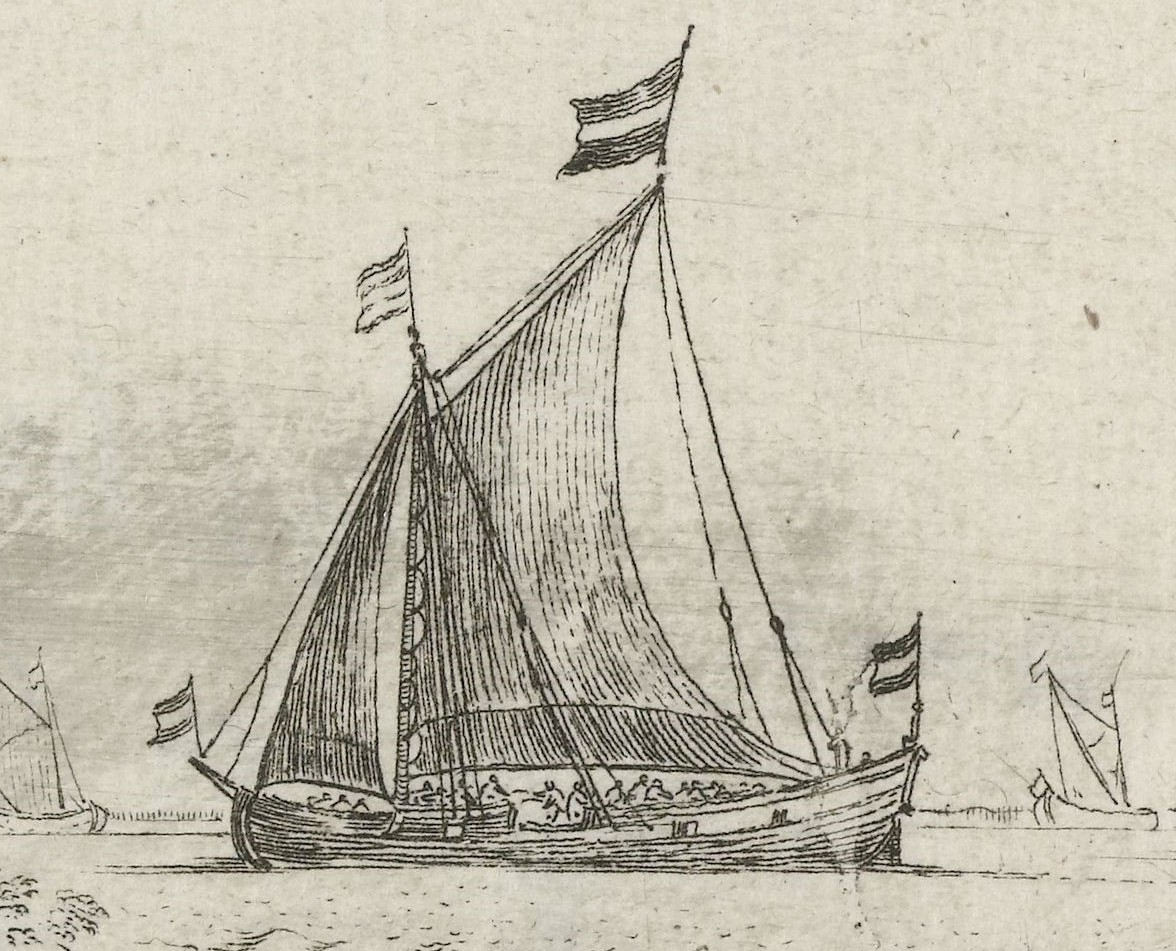
Op deze ets van Wenzel Hollar (1647) zien we een konvooischip afgebeeld. Het ging steeds om een uit de kluiten gewassen type heude en een bewapening van onder meer zes kanonnen. In het ruim waren zitplaatsen voorhanden en kon men bier aanschaffen. Buiten de kapitein waren zes matrozen aangesteld om de reizigers te gerieven.

In de eerste helft van de zeventiende eeuw kwam de haven opnieuw tot grote bloei. De handel draaide op volle toeren en vooral de passagiersvaart op Antwerpen beleefde met een vloot van zes zwaarbewapende konvooischepen hoogdagen. Het inwonersaantal nam met rasse schreden toe en verschillende scheepswerven specialiseerden zich in de productie van binnenschepen. Deze nieuwe bloeiperiode werd vanaf het midden van de zeventiende eeuw beknot door een resem oorlogen die zorgden voor de ineenstorting van handel en scheepvaart. Tegen het einde van de eeuw was de goederenhandel slechts een schim van weleer en niet veel later werd ook het eeuwenoude passagiersveer op Antwerpen afgeschaft. De economische motor van de gemeente werd voortaan gevormd door de talrijke scheepswerven, die aan een groot deel van de bevolking arbeid verschaften. In 1777 werd de scheepswerf Van Praet opgericht. Al snel werd Baasrode een van de belangrijkste scheepbouwcentra van de Zuidelijke Nederlanden. Eerst lag de nadruk op binnenschepen voor Schelde- en Dendervaart, maar gaandeweg werden ook kustvaarders en haringvissersboten vervaardigd. Rond 1780 volgde de eerste driemaster, een fregat.

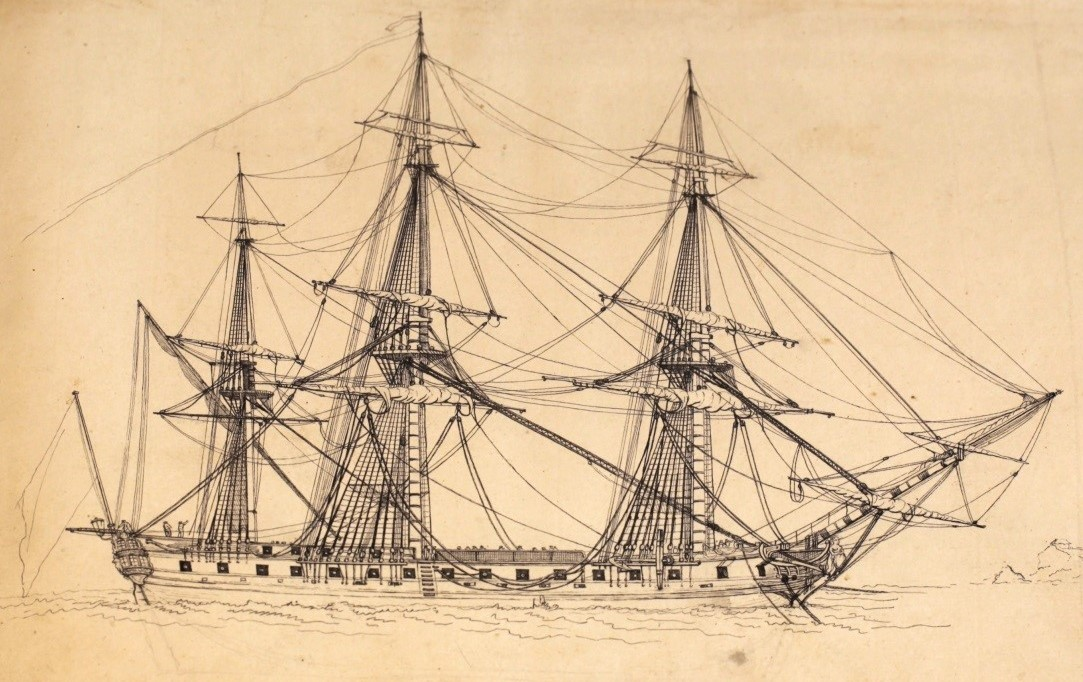
Het driemastfregat (de Galathée), door François Dumoulin, 1781. (Musée historique de Vevey).

Tijdens de Franse en Hollandse periode werd de Schelde opengesteld en konden de Baasroodse schippers opnieuw onbelemmerd het ruime sop kiezen. Dankzij de vele contacten met Nederland werden de kiemen gelegd van een aanzienlijke handel in paling en mosselen, wat ertoe zou leiden dat Baasrode omstreeks 1900 maar liefst 14 palingbotters bezat. De scheepswerven leverden zowel binnenschepen als koopvaardijschepen af en Baasrode werd een van de weinige binnenhavens met een zeegaande handelsvloot. De onafhankelijkheid van België vormde aanvankelijk een gevoelige klap voor de Baasroodse handel, maar al snel herpakte de gemeente zich. Zeer veel inwoners richtten zich op een carrière als binnenschipper. Tot de jaren 1860 werden nog talrijke grote koopvaardijschepen gebouwd en hersteld op de scheepswerven, waarna men zich opnieuw specialiseerde in kleinere houten binnenschepen. Vanaf de jaren 1890 werd met succes overgeschakeld op metaalbouw. Vanaf het einde van de negentiende eeuw werd Baasrode op korte tijd herschapen in een industriële gemeente. Als keerzijde van de medaille geraakte de Schelde zodanig vervuild, dat de vishandel tegen ca. 1920 quasi volledig ten onder ging.
De komende decennia bleef Baasrode in het teken staan van een bloeiende industrie, scheepsbouw en binnenscheepvaart. Vanaf de jaren 1980 kwam een plotse ommekeer, waarbij de meeste fabrieken over de kop gingen of kwamen leeg te staan. In 1986 sloot de laatste scheepswerf. Gepaard aan de afgenomen werkgelegenheid daalde het bevolkingsaantal dramatisch. Sindsdien is Baasrode een ingeslapen industriedorp.

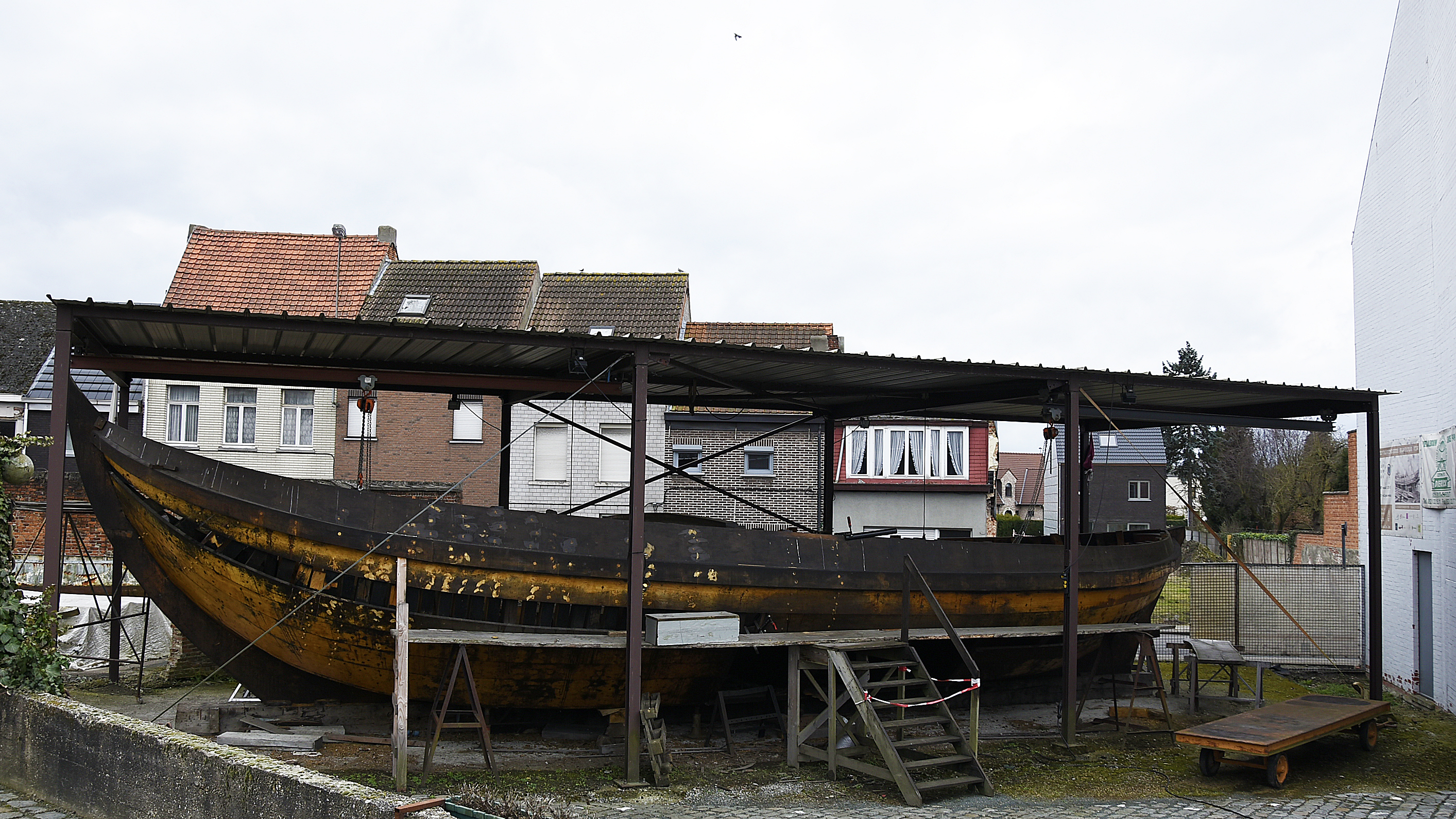
De botter Rosalie in de Provinciale Erfgoedsite Scheepswerven Baasrode

## Naamgeving
Baasrode is een dorpje met een dubbele naamgeving. Zowel het 'officiële' Baasrode als varianten op de nog steeds geldende dialectvorm Bostroë waren doorheen de geschiedenis courant. Al in de veertiende eeuw werd er gesproken van Bastroe en nog later van Baestroey.
Tot en met de zeventiende eeuw werden ook Mariekerke en Sint-Amands begrepen onder de noemer Baasrode. Om een onderscheid te maken tussen de verschillende lokaliteiten werden daarom de patroonheiligen toegevoegd; Baasrode-Sint-Ursmarus, Baasrode-Sint-Amandus en Baasrode-Sinte-Maria.
Een andere naamgeving die men eveneens tot en met de zeventiende eeuw kon terugvinden, was Nederbaasrode (Mariekerke en Sint-Amands) en Opbaasrode (Baasrode en Vlassenbroek).
Etymologisch gezien dient ‘Baasrode’ in twee Germaanse deelwoorden te worden opgesplitst. Voor baas is de betekenis onzeker, maar het woord rode verwijst zonder twijfel naar een gerooide plaats binnen bebost gebied.

## Bezienswaardigheden

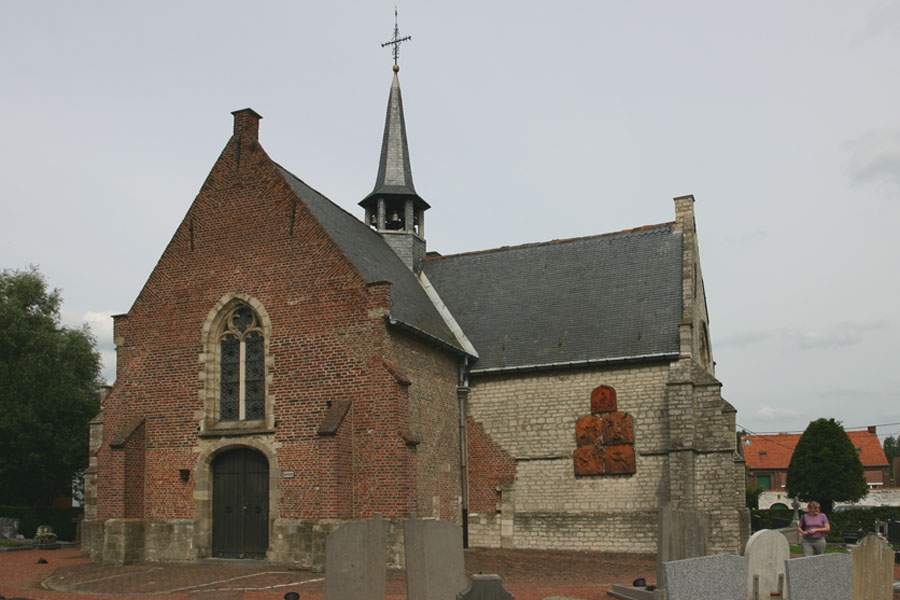
De St Gertrudiskerk te Vlassenbroek (juli 2004)

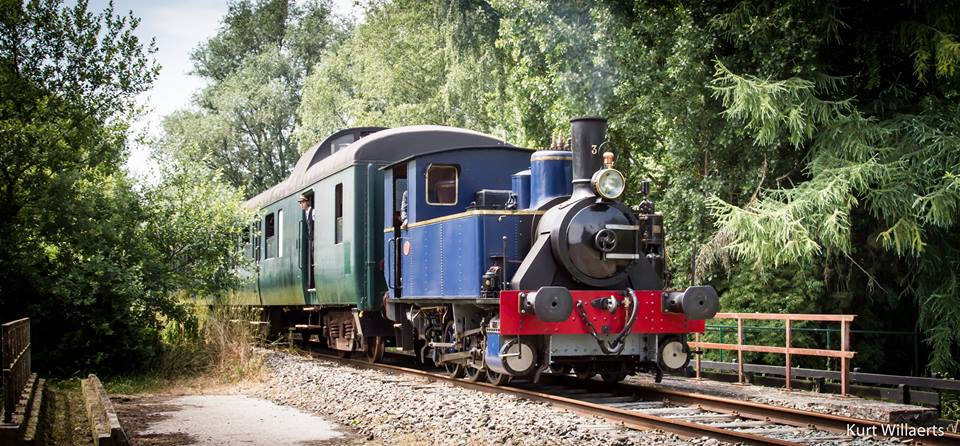
Toeristische stoomtrein

- De Sint-Ursmaruskerk is van laatgotische (16de eeuw) oorsprong en is gelegen vlak aan de Schelde. De oude kruiskerk, die een spitse torenkop bezat die inclusief toren ruim 45 meter hoog reikte, was het slachtoffer van de Beeldenstorm en werd in 1579 tijdens de Slag om Baasrode grotendeels vernietigd. In de loop van de zeventiende eeuw werden herstellingswerken uitgevoerd. De huidige geklasseerde torenkop in renaissancestijl dateert uit 1677, terwijl het schip van de kerk gevoelig werd uitgebreid in 1779 en 1830.
- De Onze-Lieve-Vrouw-ten-Brielkerk
- De Broekkantkapel
- De Schuurkouterkapel
- De Provinciale Erfgoedsite Scheepswerven Baasrode, herinnert aan het verleden van Baasrode als scheepsbouwersdorp voor de binnenvaart.
- De Bookmolen, een windmolenrestant.
- De Heirbaanmolen, een windmolenrestant.
- De Dokkersmolen, een windmolenrestant.
- Het Hof van Peene, vlak bij het veer en de kerk. Dit kasteelhof werd in de vijftiende eeuw opgericht door de familie Halewijn, de heren van Peene die ook de heerlijkheid Baasrode bezaten. Omstreeks 1556 was het kasteelhof een aanzienlijk gebouw bekroond met twee torentjes, maar het geheel werd in brand gestoken en grotendeels vernietigd in 1579, tijdens de Slag om Baasrode. Een deel van het hof bleef in ruïne staan tot aan het einde van de zeventiende eeuw en uiteindelijk verzeilden de restanten in verschillende percelen in privébezit. In 2008 werd het Hof herontdekt bij afbraakwerken en werden de oude restanten geïntegreerd in een nieuwbouwproject. Binnen de site werden vervolgens een museum en galerie ondergebracht.
- Baasrode ligt aan de toeristische stoomspoorlijn Dendermonde-Puurs. Tot deze lijn behoort het station Baasrode-Noord, het "hoofdkwartier" van de vzw SDP (Stoomtrein Dendermonde Puurs), die de lijn beheert. Hier kan men een verzameling van oud spoormateriaal (locomotieven, wagons en rijtuigen, signalisatie) bekijken. Elke zondag van de maanden juli, augustus en september wordt er met een oude stoomtrein gereden.

## Natuur en landschap
Baasrode ligt aan de Schelde en een belangrijk natuurgebied is de Vlassenbroekse polder.

## Economie
De scheepsbouw was belangrijk voor Baasrode, en mede als uitvloeisel daarvan ontstond in 1910 een kabelfabriek, de Cablerie Van Praet-Dansaert. In 1929 werd een zagerij met elektrieke motors opgericht. In 1897 startte de Société Anonyme Usines Vermylen, een stijfsel- en glucosefabriek die tot grote afmetingen uitgroeide. Dan werd in 1894 de Usine Saint-Antoine opgericht, die plantaardige oliën en vetten voor de bereiding van zeep en voedingsmiddelen, en ook margarine produceerde. Deze grote fabriek ging na de Eerste Wereldoorlog verder als Raffineries de Congo Belge. In de jaren '50 van de 20e eeuw kwam het bedrijf in bezit van Lever Brothers, onderdeel van Unilever. Een deel hiervan werd in 1986 verkocht aan Nestlé en deze stopte de productie hier in 1999.
Tussen Baarsrode en Dendermonde werd in de 20e eeuw een groot bedrijventerrein ingericht.

## Demografische ontwikkeling
- Bronnen:NIS, Opm:1831 tot en met 1970=volkstellingen; 1976 = inwoneraantal op 31 december

## Evenementen
- Scheldefeesten: dit is een dorpsfeest, dat telkens het derde weekend van september wordt georganiseerd, samen met de septemberkermis. De dinsdag na de kermis is er de jaarmarkt.
- Carnaval: ook is er het jaarlijkse carnavalsfeest. Dit feest start de zondag voor Aswoensdag en duurt drie dagen. Het valt dus samen met het Aalsterse carnaval. Op zondag is er de stoet, het hoogtepunt van het carnaval.[1]
- Scheldeland in Stoom: Een tweedaags festival begin juli dat de stoomtrein extra in de bloemetjes zet. Dit gaat door in het oud station van Baasrode Noord op de stoomspoorlijn Dendermonde-Puurs.

## Bekende personen
- Frans Bonduel (1907-1998), wielrenner
- Marcel Daman (1914-1975), politicus
- Aloïs Gerlo (1915-1998), journalist, rector en publicist
- Eddy Peelman (1947), wielrenner

## Sport
Baasrode heeft twee kaatsverenigingen, waarvan één, VA Baasrode, op het hoogste niveau speelt. Ook heeft Baasrode een basketbalclub (Panters Baasrode). Voetbalclub KFC Baasrode is aangesloten bij de KBVB. Sedert 1985 is er ook een krachtbalclub actief, 't Botterken Baasrode.

## Verkeer en vervoer
Van oudsher is er in Baasrode een veerdienst over de Schelde, die de gemeente met het dorp Kastel in Moerzeke verbindt. Daar vertrok een tramdienst naar Burcht en Linkeroever.
Baasrode had op zijn grondgebied het spoorwegstation Baasrode-Noord, op de spoorlijn Dendermonde-Puurs. De lijn werd in 1980 opgeheven. Er is ook langs spoorlijn 53 nog het station Baasrode-Zuid.
De N17 Dendermonde-Willebroek loopt door de gemeente.

## Nabijgelegen kernen
Vlassenbroek, Dendermonde, Buggenhout, Sint-Amands, Kastel (veer)